# Mzuzu
Mzuzu er en by i den nordlige del af Malawi, med et indbyggertal (pr. 2008) på cirka 175.000. Byen er hovedstad i landets Nordregion, og er et af landets centre for landbrug.
11°27′29″S 34°0′54″Ø / 11.45806°S 34.01500°Ø